# Pelecopselaphus ceibae
Pelecopselaphus ceibae es una especie de escarabajo barrenador metálico del género Pelecopselaphus, de la superfamilia Buprestoidea, orden Coleoptera. Fue descrita por Westcott en 2000.
Fue publicada en Westcott R. L. A new species of Pelecopselaphus Solier (Coleoptera: Buprestidae) from Mexico, with discussion of taxonomic placement of the genus. Jewel Beetles 8:19-22. (2000). Se distribuye por la ecozona del Neotrópico.